# Exorbaetta
Exorbaetta là một chi bướm ngày thuộc họ Lycaenidae.